# Juan José Echeverría
Juan José de Echeverría Ahumada fue un empresario español radicado en Chile, miembro del Primer Congreso Nacional. Nació en el año 1760, fue hijo de Juan Bautista de Echeverría, oriundo de Pamplona, casado con María Rosa de Ahumada. Fue marido de doña Manuela Guzmán. Entre sus hijos estuvo Francisco Echeverría Guzmán quien murió en un naufragio frente a la costa de Coquimbo; casado con Teresa Blanco Gana, hija de Manuel Blanco Encalada, tuvieron dos hijos.
Propietario de yacimientos mineros en la Región de Atacama y desempeñó diversos cargos en los inicios de la República. Integró la Junta Gubernativa del Reino, el 2 de mayo de 1811, más tarde el Tribunal Superior de Gobierno, 10 de mayo de 1811 y luego integró la reorganización de la Junta Superior de Gobierno el 17 de mayo de 1811 . 
El 3 de febrero de 1811 en el Cabildo de Copiapó fue elegido diputado propietario al Primer Congreso Nacional, por 24 de los 38 ciudadanos electores . Estaba entre los diputados que pertenecían al bando patriota. En esa calidad firmó el Reglamento para el Arreglo de la Autoridad Ejecutiva Provisoria de Chile, sancionado en 14 de agosto de 1811. 
Se desempeñó como secretario de Gobierno, 14 de marzo al 22 de julio de 1814, y desde el 15 de abril fue secretario interino de Hacienda hasta el 22 de julio de 1814, cuando fue director supremo, el coronel Francisco de la Lastra. 
Fue diputado suplente por Aconcagua, en la Asamblea Provincial de Santiago, que se extendió entre el 29 de marzo y el 3 de abril de 1823. Más tarde fue diputado propietario por Illapel, en el Congreso General de la Nación, entre el 10 de noviembre de 1824 y el 11 de mayo de 1825. Integró la Comisión Permanente de Comercio, Agricultura y Minas. Finalmente, fue diputado propietario por Santiago, en la Asamblea Provincial de Santiago, que se extendió entre el 3 de septiembre y el 8 de octubre de 1825.
En relación con su oficio o profesión hay discrepancias entre los distintos autores. Virgilio Figueroa afirma: “Se firmaba Dr. Pero no hay constancia de que lo hubiese sido. No figura su nombre en las listas de abogados, juristas de la colonia ni en la época posterior” . Sin embargo, Guillermo de la Cuadra señala que fue abogado de la Real Audiencia . Falleció cerca de 1849 .